# Over and Over Again
Over and Over Again is een nummer van de Nederlandse zanger Robby Valentine. Het is de eerste single van zijn titelloze debuutalbum uit 1992. In oktober 1991 werd het nummer op single uitgebracht.

## Achtergrond
In het najaar van 1991 wil platenmaatschappij Polydor Robby Valentine als nieuw talent laten doorbreken. De platenmaatschappij kiest een nummer uit als eerste single en Valentine besluit er een B-kant voor te schrijven. Maar wanneer de platenmaatschappij het nieuwe nummer "Over and Over Again" hoort, wordt de singlekeuze veranderd.  Het nummer wordt de eerste single van Robby Valentine in Nederland en tevens zijn grootste hit in de destijds twee landelijke hitlijsten op de nationale publieke popzender Radio 3, met een 5e positie in de Nationale Top 100 en een 6e positie in de Nederlandse Top 40. 
In België bereikt de single de 25e positie in de voorloper van de Vlaamse Ultratop 50 en piekte op de 23e positie in de Vlaamse Radio 2 Top 30. In Wallonië werd géén notering behaald.